# Lot na Księżyc
Lot na Księżyc / Podróż na księżyc (ros. Полёт на Луну) – radziecki krótkometrażowy film animowany z 1953 roku w reżyserii sióstr Walentiny i Zinaidy Brumberg.

## Fabuła
Inteligentny chłopiec pionier Kola Chomiakow uczestniczy w międzyplanetarnym przelocie profesora astronomii Bobrowa. Zadaniem ekspedycji jest odnaleźienie zaginionej rakiety, która rozbiła się przy badaniu powierzchni księżycowej.

## Obsada (głosy)
- Michaił Janszyn
- Galina Nowożyłowa

## Animatorzy
Fiodor Chitruk, Boris Butakow, Władimir Arbiekow, Tatjana Fiodorowa, Konstantin Czikin, Boris Diożkin, Roman Dawydow, Jelena Chłudowa